# 2020년 대한민국 광복절 집회
2020년 대한민국 광복절 집회는 2020년 8월 15일에 열린 문재인 대통령 퇴진 운동의 일부이다.

## 코로나19 집단감염
이 집회의 여파로 인해 코로나19 바이러스 확진자가 급증하였고, 이날 일부 역은 무정차 통과 되었다.